# Station Gien
Station Gien is een spoorwegstation in de Franse gemeente Gien.